# Ingeniería sísmica

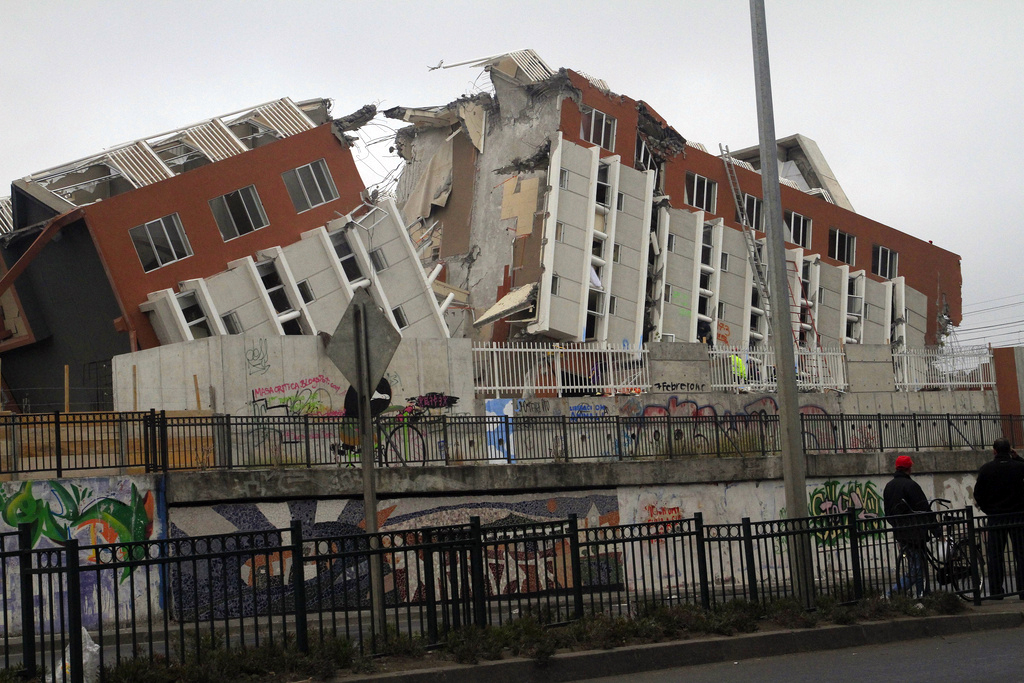
El edificio Alto Río, de 15 pisos, Concepción, colapsó producto del terremoto de Chile de 2010.

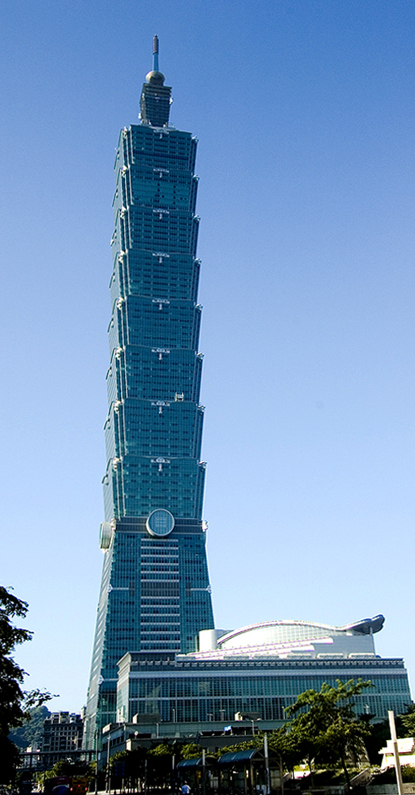
Taipei 101, equipado con un amortiguador de masa, fue el rascacielos más alto del mundo hasta 2010.

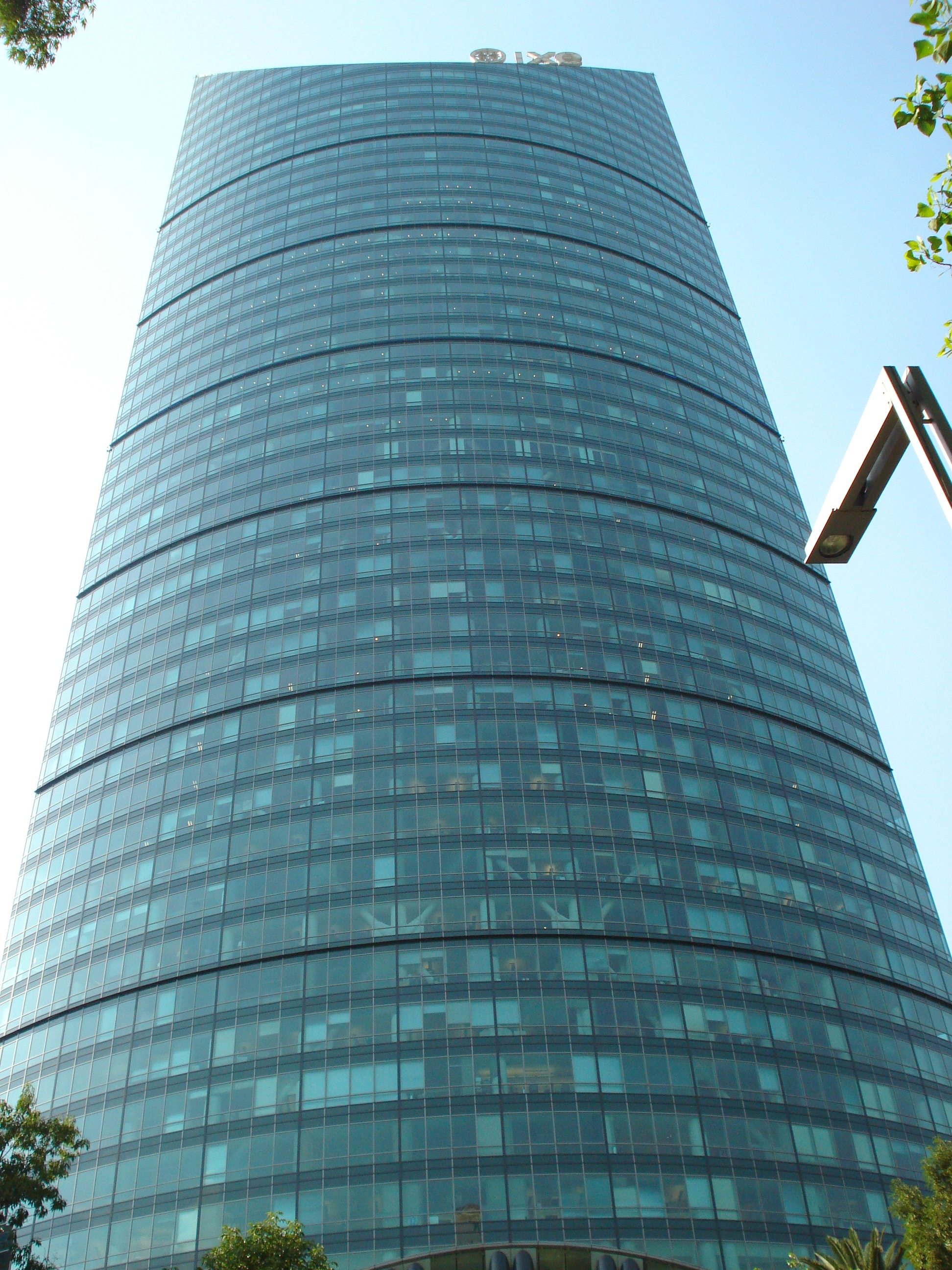
Torre Mayor (Ciudad de México), fue el primer rascacielos en el mundo en contar con amortiguadores sísmicos, cuenta con 98 amortiguadores que liberan silicio para disipar la energía devastadora de un terremoto, es considerado el edificio más fuerte del planeta.

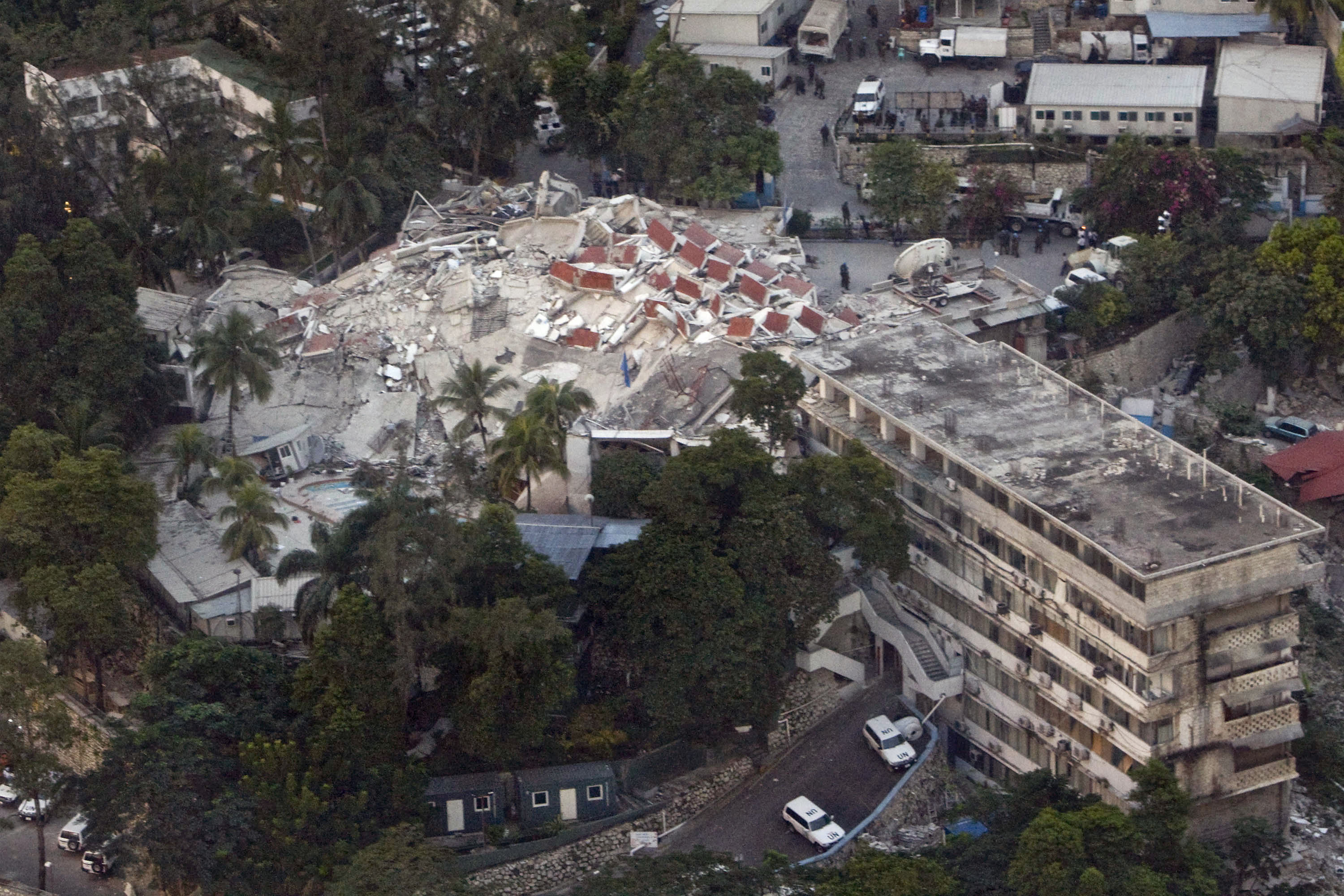
La sede de ONU en Puerto Príncipe después del terremoto de Haití.

Aislamiento sísmico a la derecha.

La ingeniería sísmica es el estudio del comportamiento de los edificios y las estructuras sujetas a cargas sísmicas. Es el conjunto de la ingeniería estructural y civil.

## Principales objetivos
Los principales objetivos de la ingeniería sísmica son;
- Entender la interacción entre los edificios y la infraestructura pública con el subsuelo.

- Prever las potenciales consecuencias de fuertes terremotos en áreas urbanas y sus efectos en la infraestructura.

- Diseñar, construir y mantener estructuras que resistan a la exposición de un terremoto, más allá de las expectaciones y en total cumplimiento de los reglamentos de construcción.
- Mantener a la sociedad lejos de toda preocupación que les puede causar en tan solo pensar en las consecuencias de un terremoto.

Una estructura apropiadamente diseñada no necesita ser extraordinariamente fuerte o cara. Las más poderosas y costosas herramientas para la ingeniería sísmica son las tecnologías de control de la vibración y en particular, el aislamiento de la base o cimentación.

## Sistemas de protección
La energía que recibe una estructura durante un terremoto puede ser soportada de tres maneras diferentes:
- Por resistencia: Consiste en dimensionar los elementos estructurales de tal modo que tengan suficiente resistencia como para soportar las cargas sísmicas sin romperse. Este método requiere unas sobredimensiones bastante importantes de los elementos estructurales y tiene algunos riesgos de rotura frágil.
- Por ductilidad: Consiste en dimensionar los elementos de tal manera que parte de la energía del seísmo sea disipada por deformaciones plásticas de los propios elementos estructurales. Esto implica que la estructura recibirá daños en caso de seísmo, pero sin llegar a colapsar. Reduce el riesgo de rotura frágil y la dimensión necesaria de los elementos estructurales es bastante menor.
- Por disipación: Consiste en introducir en la estructura elementos cuyo fin es disipar la energía recibida durante un terremoto, y que no tienen una función resistente durante el resto de la vida normal del edificio. Existen principalmente tres tipos de sistemas de disipación:[1]
  - Aislamiento sísmico: Se conoce así a la técnica de desacoplar el edificio del suelo. La energía proveniente del terremoto no penetra en el edificio ya que este está aislado del suelo.
  - Elementos de disipación pasiva: Son técnicas que permiten dar un amortiguamiento suplementario mediante elementos que absorben la energía del terremoto, evitando que ésta dañe al edificio. Estos elementos llamados amortiguadores pueden ser de muy distinta forma: de aceite, de metal, viscoelásticos, viscosos... En algunos casos los amortiguadores tienen que ser sustituidos tras un impacto sísmico.
  - Elementos de disipación activa: Son elementos que absorben la energía por desplazamiento de elementos preparados para ello. Sería el caso del amortiguador de masa del Taipei 101 que realiza un desplazamiento para absorber la energía del viento sobre la estructura o el seísmo.

Un mismo edificio puede mezclar varias técnicas para soportar un seísmo. La capacidad final de un edificio bien planteado de soportar energía sísmica es la suma de las energías que puede soportar cada uno de los apartados anteriores.

## Comportamiento sísmico
El comportamiento ante terremotos define la capacidad de una estructura para mantener sus funciones principales, como su seguridad y serviciabilidad, en y después de una exposición sísmica determinada. Normalmente, una estructura se considera segura si no pone en peligro la vida y el bienestar de las personas que se encuentran en ella o a su alrededor al derrumbarse parcial o totalmente. Una estructura puede considerarse útil si es capaz de cumplir las funciones operativas para las que fue diseñada.
Los conceptos básicos de la ingeniería sísmica, implementados en los principales códigos de construcción, asumen que un edificio debe sobrevivir a un terremoto muy severo y poco frecuente sufriendo daños significativos pero sin derrumbarse globalmente. Por otro lado, debe permanecer operativo para eventos sísmicos más frecuentes pero menos severos.

### Evaluación del comportamiento sísmico
Los ingenieros necesitan conocer el nivel cuantificado del comportamiento sísmico real o previsto asociado con el daño directo a un edificio individual sometido a una sacudida del terreno especificada.
Esta evaluación puede realizarse de forma experimental o analítica.

#### Evaluación experimental
Las evaluaciones experimentales son pruebas costosas que suelen realizarse colocando un modelo (a escala) de la estructura en una mesa vibratoria que simula las sacudidas de la tierra y observando su comportamiento. Este tipo de experimentos se realizaron por primera vez hace más de un siglo. Sólo recientemente ha sido posible realizar pruebas a escala 1:1 en estructuras completas.
Debido a la naturaleza costosa de estas pruebas, tienden a utilizarse principalmente para comprender el comportamiento sísmico de las estructuras, validar modelos y verificar métodos de análisis. Así pues, una vez validados adecuadamente, los modelos computacionales y los procedimientos numéricos tienden a soportar la mayor parte de la carga para la evaluación del comportamiento sísmico de las estructuras.

#### Evaluación analítica/numérica

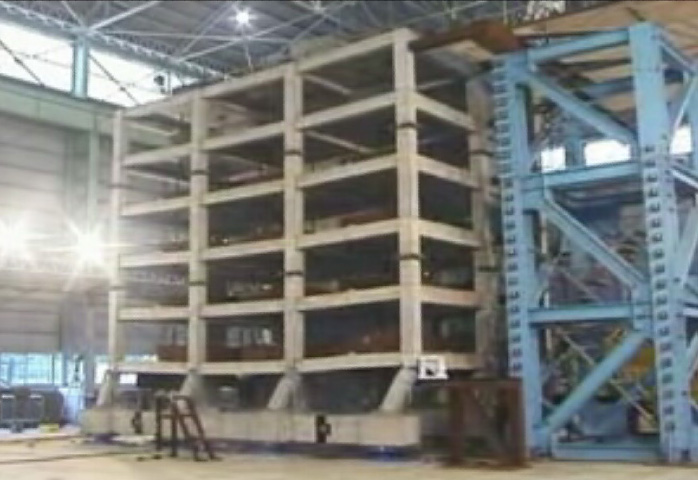
Foto de un video del ensayo destructivo en una mesa vibratoria de una maqueta de un edificio de seis pisos de hormigón no-dúctil.

El análisis sísmico estructural es una poderosa herramienta de la ingeniería sísmica que utiliza el modelado detallado de la estructura junto con métodos de análisis estructural para obtener una mejor comprensión del comportamiento sísmico de las estructuras de edificios y estructuras no edificadas. La técnica como concepto formal es un desarrollo relativamente reciente.
En general, el análisis estructural sísmico se basa en los métodos de dinámica estructural. Durante décadas, el instrumento más destacado de análisis sísmico ha sido el método del espectro de respuesta ante terremotos, que también contribuyó al concepto de código de construcción propuesto en la actualidad.
Sin embargo, tales métodos sólo son buenos para sistemas elásticos lineales, siendo en gran medida incapaces de modelar el comportamiento estructural cuando aparecen daños (es decir, no linealidad). La integración paso a paso numérica demostró ser un método de análisis más efectivo para sistemas estructurales de múltiples grados de libertad con no linealidad significativa bajo un proceso transitorio de excitación movimiento del terreno. El uso del método de los elementos finitos es uno de los enfoques más comunes para analizar modelos informáticos de interacción suelo-estructura no lineales.
Básicamente, el análisis numérico se lleva a cabo con el fin de evaluar el comportamiento sísmico de los edificios. Las evaluaciones del comportamiento se llevan a cabo generalmente mediante el análisis estático no lineal pushover o el análisis no lineal tiempo-historia. En dichos análisis, es esencial conseguir un modelado no lineal preciso de los componentes estructurales, como vigas, pilares, uniones viga-columna, muros de cortante, etc. Así pues, los resultados experimentales desempeñan un papel importante en la determinación de los parámetros de modelización de los componentes individuales, especialmente aquellos que están sujetos a deformaciones no lineales significativas. A continuación, los componentes individuales se ensamblan para crear un modelo no lineal completo de la estructura. Los modelos así creados se analizan para evaluar el comportamiento de los edificios.
Las capacidades del software de análisis estructural son una consideración importante en el proceso anterior, ya que restringen los posibles modelos de componentes, los métodos de análisis disponibles y, lo que es más importante, la robustez numérica. Esta última se convierte en una consideración importante para las estructuras que se aventuran en el rango no lineal y se acercan al colapso global o local, ya que la solución numérica se vuelve cada vez más inestable y, por tanto, difícil de alcanzar. Existen varios programas informáticos comerciales de análisis por elementos finitos, como CSI-SAP2000 y CSI-PERFORM-3D, MTR/SASSI, Scia Engineer-ECtools, ABAQUS y Ansys, que pueden utilizarse para evaluar el comportamiento sísmico de los edificios. Además, existen plataformas de análisis de elementos finitos basadas en la investigación, como OpenSees, MASTODON, que se basa en MOOSE Framework, RUAUMOKO y las antiguas DRAIN-2D/3D, varias de las cuales son ahora de código abierto.

## Diseño sismoresistente
El diseño sismo resistente se basa en procedimientos, principios y criterios de ingeniería autorizados destinados a diseñar o readaptar estructuras sujetas a exposición sísmica. Esos criterios sólo son coherentes con el estado contemporáneo de los conocimientos sobre estructuras de ingeniería sísmica. Por lo tanto, un diseño de edificio que siga exactamente las normas del código sísmico no garantiza la seguridad contra el colapso o daños graves.
El precio de un mal diseño sísmico puede ser enorme. No obstante, el diseño sísmico siempre ha sido un proceso de ensayo y error tanto si se basaba en leyes físicas como en el conocimiento empírico del comportamiento estructural de diferentes formas y materiales.

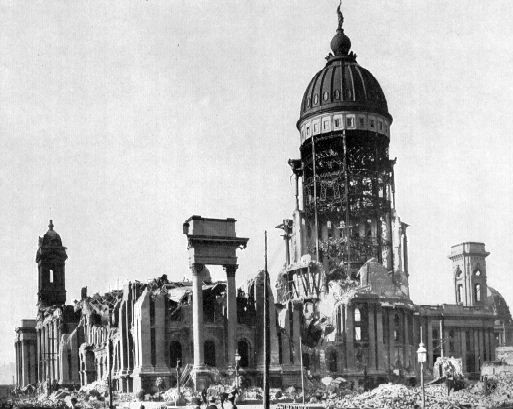
Ayuntamiento de San Francisco destruido por el terremoto de 1906 y el incendio.

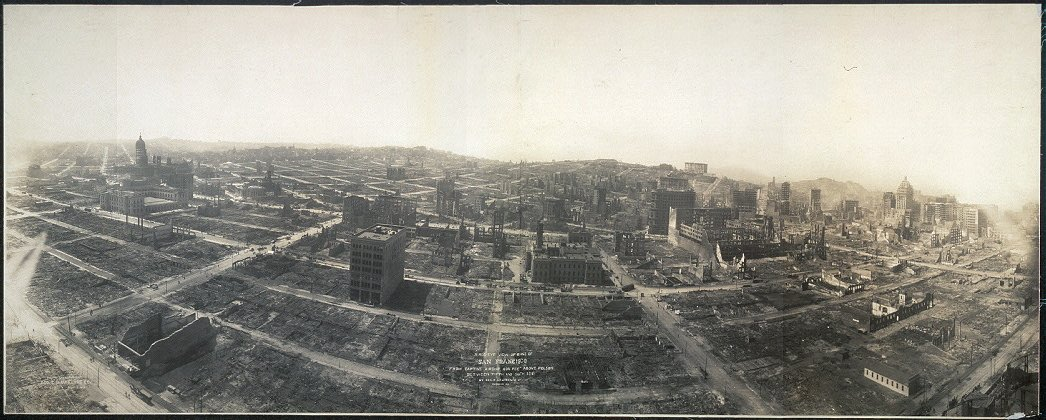
Ruinas de San Francisco tras el terremoto de 1906 y el incendio subsecuente.

Para poder llevar a cabo diseño de estructuras antisísmicas o evaluación sísmica de proyectos de ingeniería civil nuevos y existentes, un ingeniero debe, normalmente, aprobar un examen sobre Principios Sísmicos  que, en el Estado de California, incluyen:
- Datos sísmicos y criterios de diseño sísmico
- Características sísmicas de los sistemas de ingeniería
- Fuerzas sísmicas
- Procedimientos de análisis sísmico
- Detallado sísmico y control de calidad de la construcción

Para construir sistemas estructurales complejos, el diseño sísmico utiliza en gran medida el mismo número relativamente pequeño de elementos estructurales básicos (por no hablar de los dispositivos de control de vibraciones) que cualquier proyecto de diseño no sísmico.
Normalmente, de acuerdo con los códigos de construcción, las estructuras se diseñan para "resistir" el mayor terremoto de cierta probabilidad que es probable que se produzca en su ubicación. Esto significa que la pérdida de vidas humanas debe minimizarse evitando el colapso de los edificios.
El diseño sísmico se lleva a cabo mediante la comprensión de los posibles modos de falla de una estructura y dotando a la estructura de la resistencia, rigidez, ductilidad adecuadas, y configuración de las estructuras para garantizar que esos modos no se produzcan.

### Requisitos de diseño sísmico
Los requisitos de diseño sísmico dependen del tipo de estructura, de la localidad del proyecto y de sus autoridades, que estipulan los códigos y criterios de diseño sísmico aplicables. Por ejemplo, los requisitos del Departamento de Transporte de California denominados The Seismic Design Criteria (SDC) y destinados al diseño de nuevos puentes en California incorporar un enfoque innovador basado en el comportamiento sísmico.

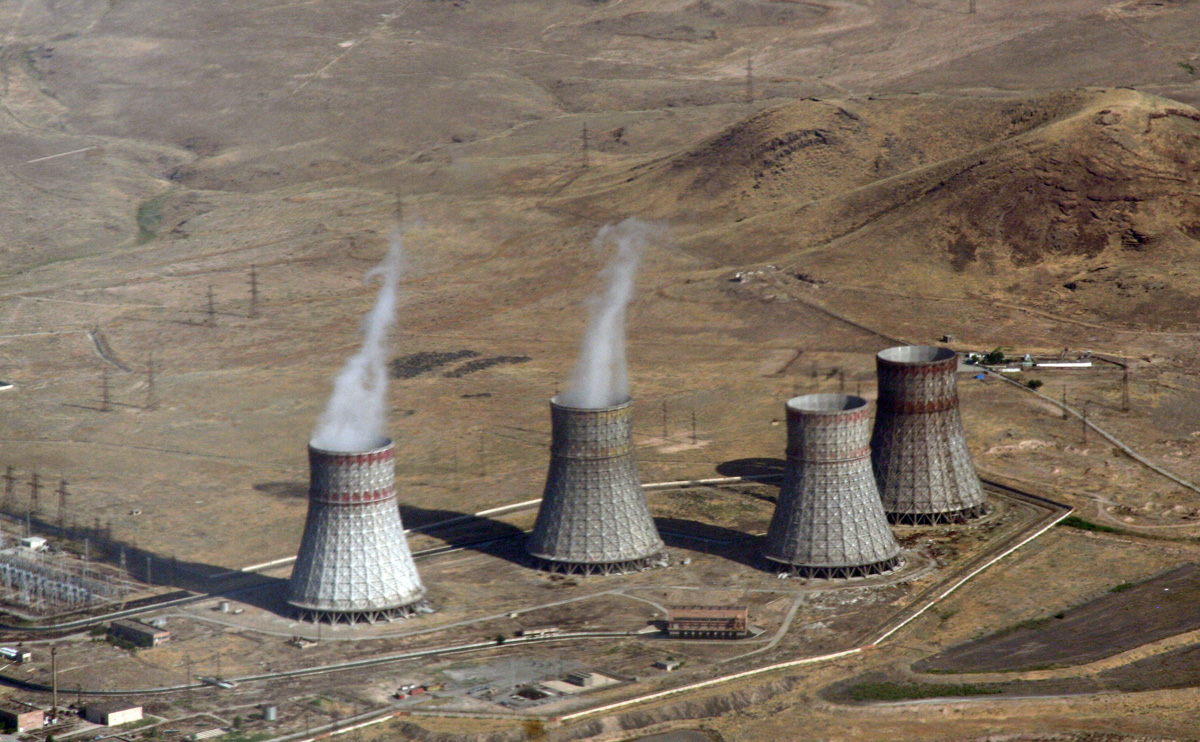
La central nuclear de Metsamor fue cerrada tras el terremoto de Armenia de 1988

La característica más significativa de la filosofía de diseño del SDC es el cambio de una evaluación de la demanda sísmica basada en la fuerza a una evaluación de la demanda y la capacidad basada en el desplazamiento. De este modo, el nuevo enfoque de desplazamiento adoptado se basa en comparar la demanda de desplazamiento elástico con la capacidad de desplazamiento inelástico de los componentes estructurales primarios, garantizando al mismo tiempo un nivel mínimo de capacidad inelástica en todos los posibles puntos de articulación plástica.
Además de la propia estructura diseñada, los requisitos de diseño sísmico pueden incluir una estabilización del terreno debajo de la estructura: a veces, el terreno fuertemente sacudido se rompe, lo que provoca el colapso de la estructura asentada sobre él.
Los siguientes temas deberían ser de interés primordial: licuefacción; presiones dinámicas laterales de la tierra en muros de contención; estabilidad sísmica de taludes; asentamientos inducidos por terremotos.
Las Instalaciones nucleares no deben poner en peligro su seguridad en caso de terremotos u otros sucesos externos hostiles. Por ello, su diseño sísmico se basa en criterios mucho más estrictos que los que se aplican a las instalaciones no nucleares. Los accidentes nucleares de Fukushima I y daños en otras instalaciones nucleares que siguieron al terremoto y tsunami de Tōhoku de 2011 han, sin embargo, han llamado la atención sobre la preocupación existente en torno a Normas japonesas de diseño sísmico nuclear y han provocado que muchos otros gobiernos revaluarán sus programas nucleares. También se han expresado dudas sobre la evaluación sísmica y el diseño de algunas otras centrales, incluida la Central nuclear de Fessenheim en Francia.

### Modos de falla
El modo de falla es la forma en que se observa un fallo inducido por un terremoto. En general, describe la forma en que se produce el fallo. Aunque es costoso y lleva tiempo, aprender de cada fallo sísmico real sigue siendo una receta rutinaria para avanzar en los métodos de diseño sísmico. A continuación, se presentan algunos modos típicos de fallos generados por terremotos.

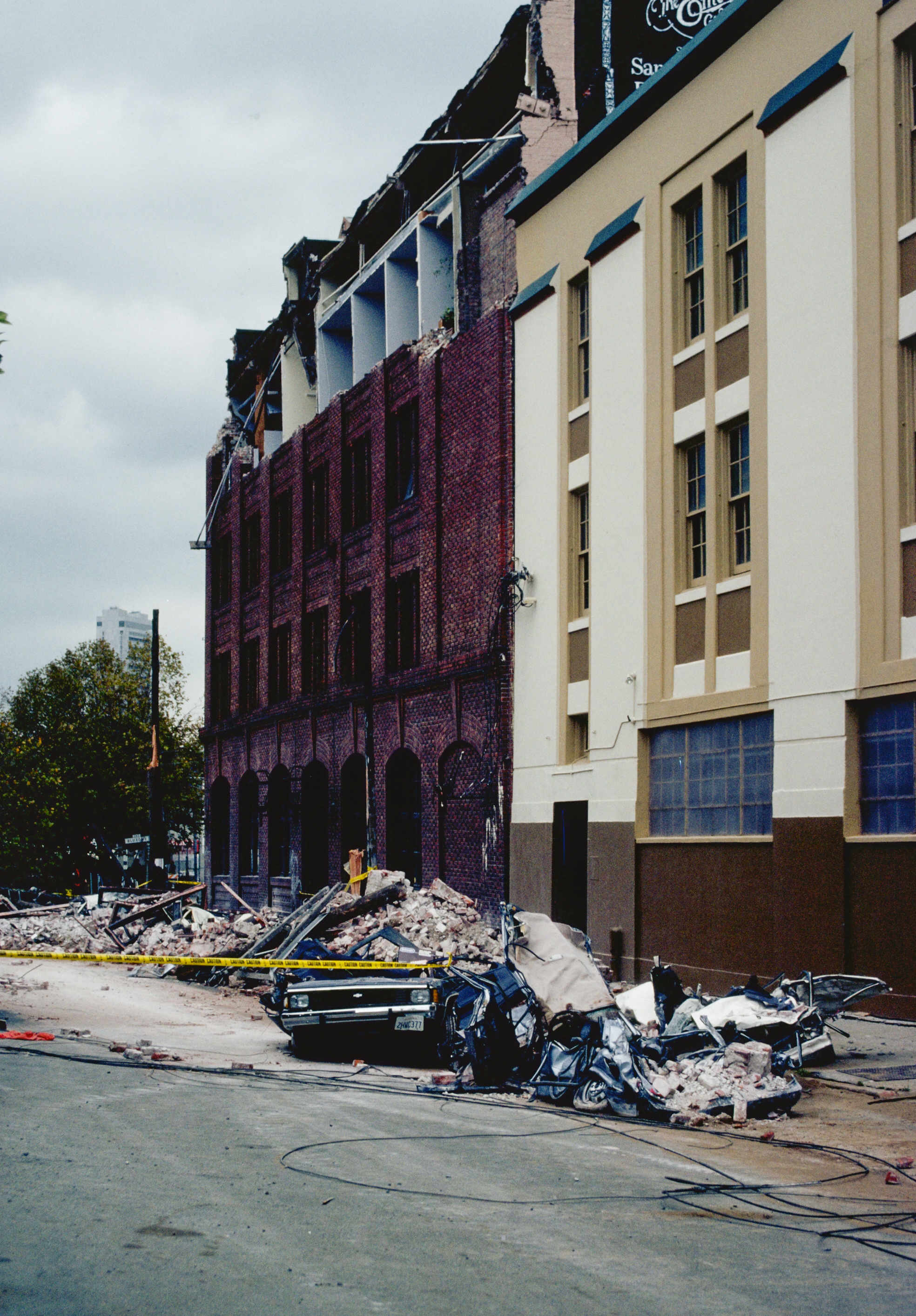
Daños típicos en edificios de mampostería no reforzada como consecuencia de terremotos.

La falta de refuerzo unida a un mortero deficiente y a unos amarres inadecuados entre tejado y muro pueden provocar daños sustanciales en un edificio de mampostería no reforzada. Los daños más comunes causados por los terremotos son grietas graves o muros inclinados. También son peligrosos los daños que pueden producirse entre los muros y los diafragmas del techo o del suelo. La separación entre el armazón y los muros puede poner en peligro el soporte vertical de los sistemas de techo y suelo.

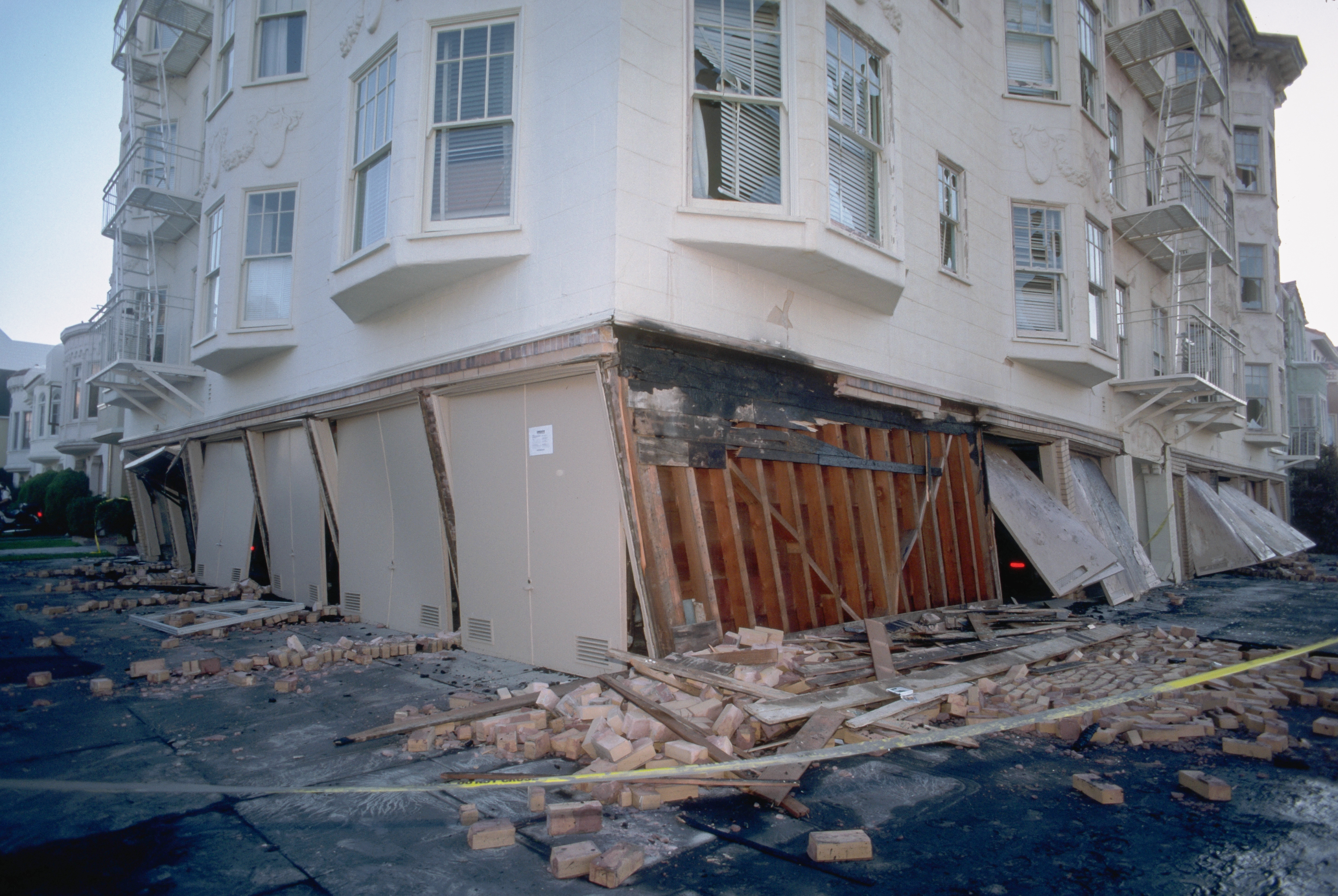
Edificio de pisos blandos colapsó debido a una inadecuada resistencia al corte a nivel del suelo, Terremoto de Loma Prieta.

Efecto de pisos blandos. La ausencia de rigidez adecuada en el nivel del suelo causó daños en esta estructura. Un examen detallado de la imagen revela que el revestimiento de tablas rugosas, una vez cubierto por un chapado de ladrillo, ha sido completamente desmontado de la pared de entramado. Sólo la rigidez del piso superior, combinada con el apoyo en los dos lados ocultos de paredes continuas, no penetradas con grandes puertas como en los lados de la calle, está impidiendo el colapso total de la estructura.
Licuefacción del suelo'. En los casos en los que el suelo está formado por materiales granulares sueltos depositados con tendencia a desarrollar una presión hidrostática excesiva del agua de poros de magnitud suficiente y compacta, la licuefacción de esos depósitos sueltos saturados puede dar lugar a una asentamiento no uniforme y a la inclinación de las estructuras. Esto causó importantes daños a miles de edificios en Niigata, Japón, durante el terremoto de 1964.

Coche destrozado por desprendimiento de rocas, Terremoto de Sichuan de 2008

Desprendimiento de rocas. Un desprendimiento de tierra es un fenómeno geológico que incluye una amplia gama de movimientos del terreno, entre ellos los desprendimientos de rocas. Normalmente, la acción de la gravedad es la principal fuerza motriz para que se produzca un desprendimiento, aunque en este caso hubo otro factor que contribuyó y que afectó a la estabilidad de la ladera original: el desprendimiento necesitó un desencadenante sísmico antes de liberarse.

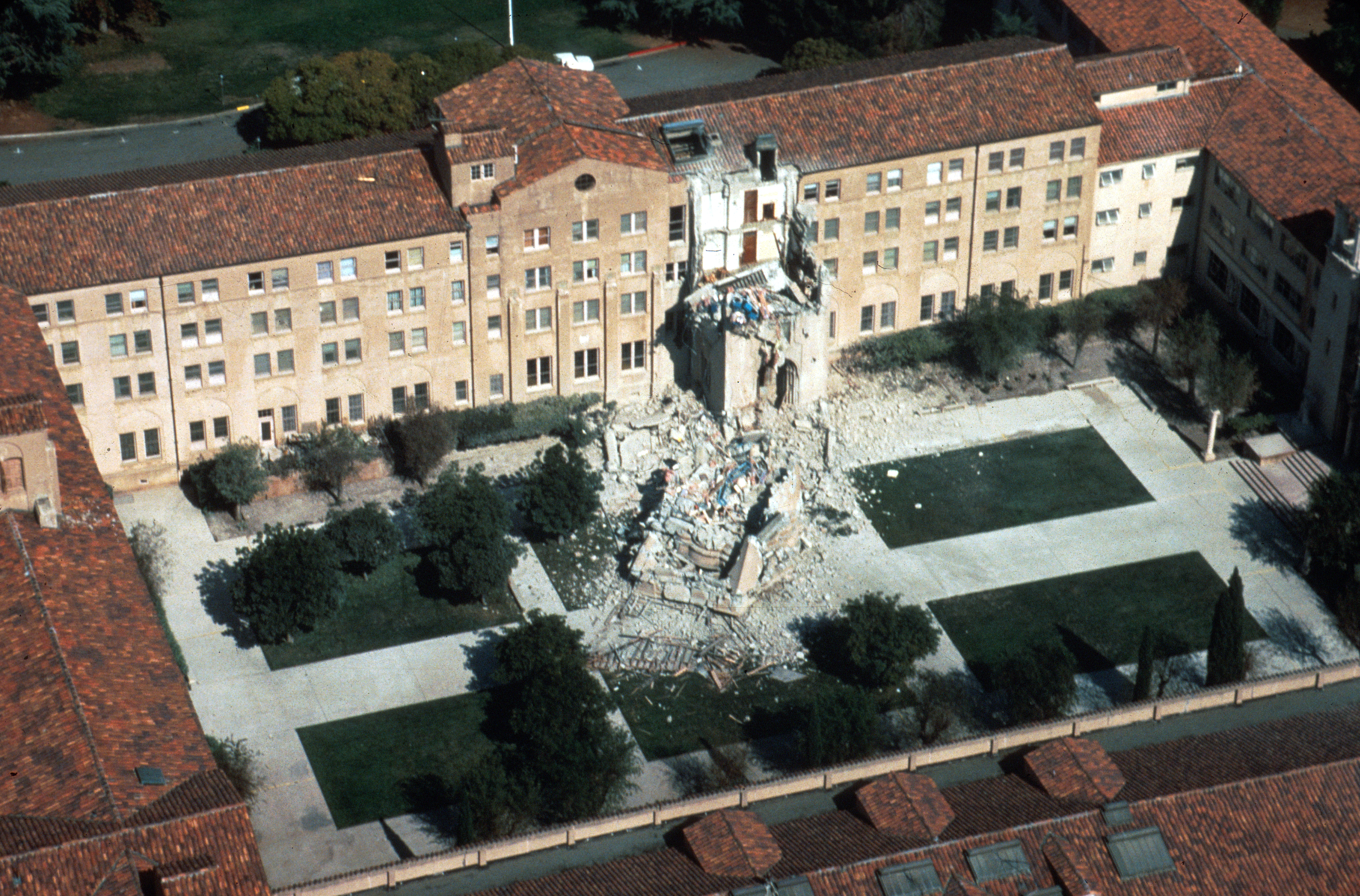
Efectos de los golpes contra el edificio adyacente, Loma Prieta.

Golpes contra el edificio adyacente. Esta es una fotografía del derrumbe de la torre de cinco pisos del Seminario de San José, Los Altos, California que causó una víctima mortal. Durante el terremoto de Loma Prieta, la torre golpeó contra el edificio adyacente que vibraba independientemente detrás. La posibilidad de golpeteo depende de los desplazamientos laterales de ambos edificios, que deben estimarse y contabilizarse con precisión.

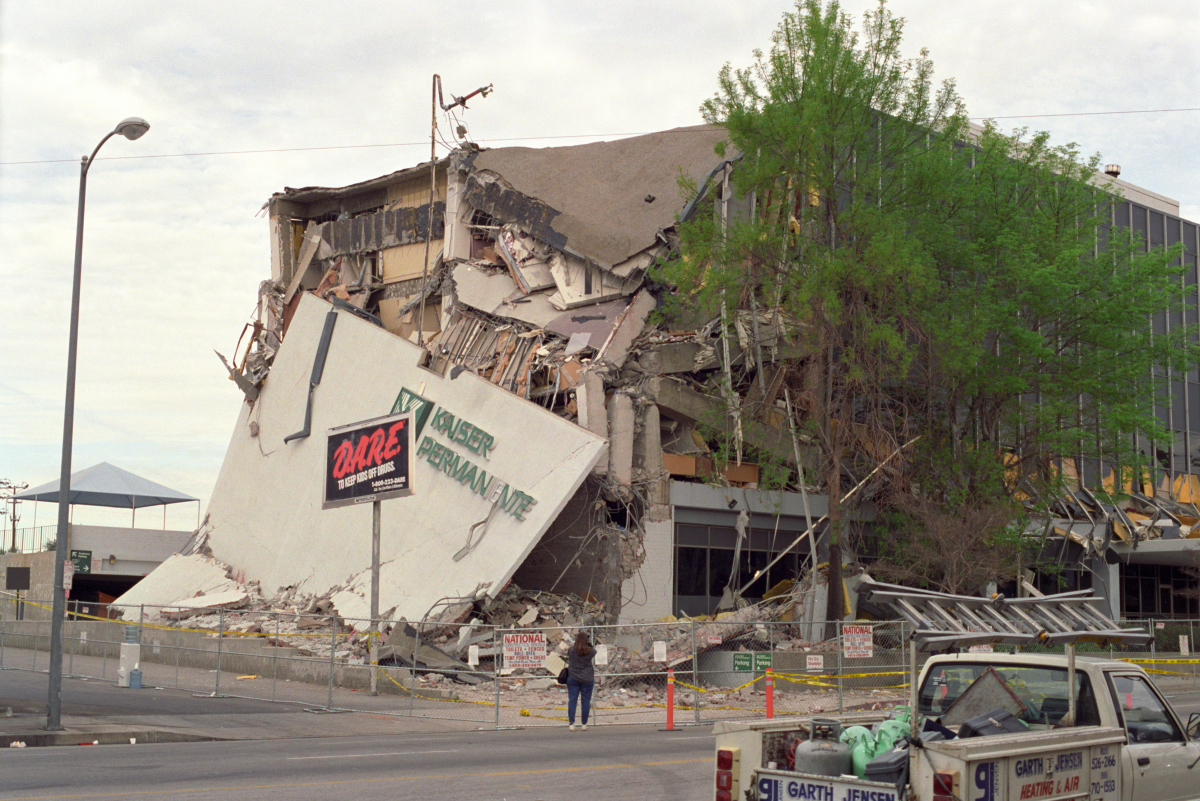
Efectos de las juntas completamente destrozadas de la estructura de hormigón, Northridge.

En el terremoto de Northridge, el edificio de oficinas de estructura de hormigón Kaiser Permanente tenía las juntas completamente destrozadas, lo que puso de manifiesto un acero de confinamiento inadecuado, que provocó el derrumbe del segundo piso. En la dirección transversal, los muros de cizalladura compuestos, formados por dos capas de ladrillo y una capa de hormigón proyectado que soportaban la carga lateral, se desprendieron debido a uniones pasantes inadecuadas y fallaron.
- Lugar de construcción inadecuado en una ladera.
- Detalles deficientes de las barras de refuerzo (falta de confinamiento del hormigón en los pilares y en las juntas viga-columna, longitud de empalme inadecuada).
- Edificio sísmicamente débil en la primera planta.
- Largos voladizoss con pesada carga muerta.

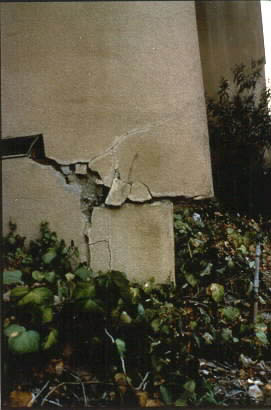
Deslizamiento de cimientos, terremoto de Whittier Narrows, 1987.

Efecto de desplazamiento de los cimientos de la estructura de un edificio residencial relativamente rígido durante el terremoto de Whittier Narrows de 1987. El terremoto de magnitud 5,9 sacudió el edificio de apartamentos Garvey West en Monterey Park, California, y desplazó su superestructura unos 10 centímetros hacia el este sobre sus cimientos.

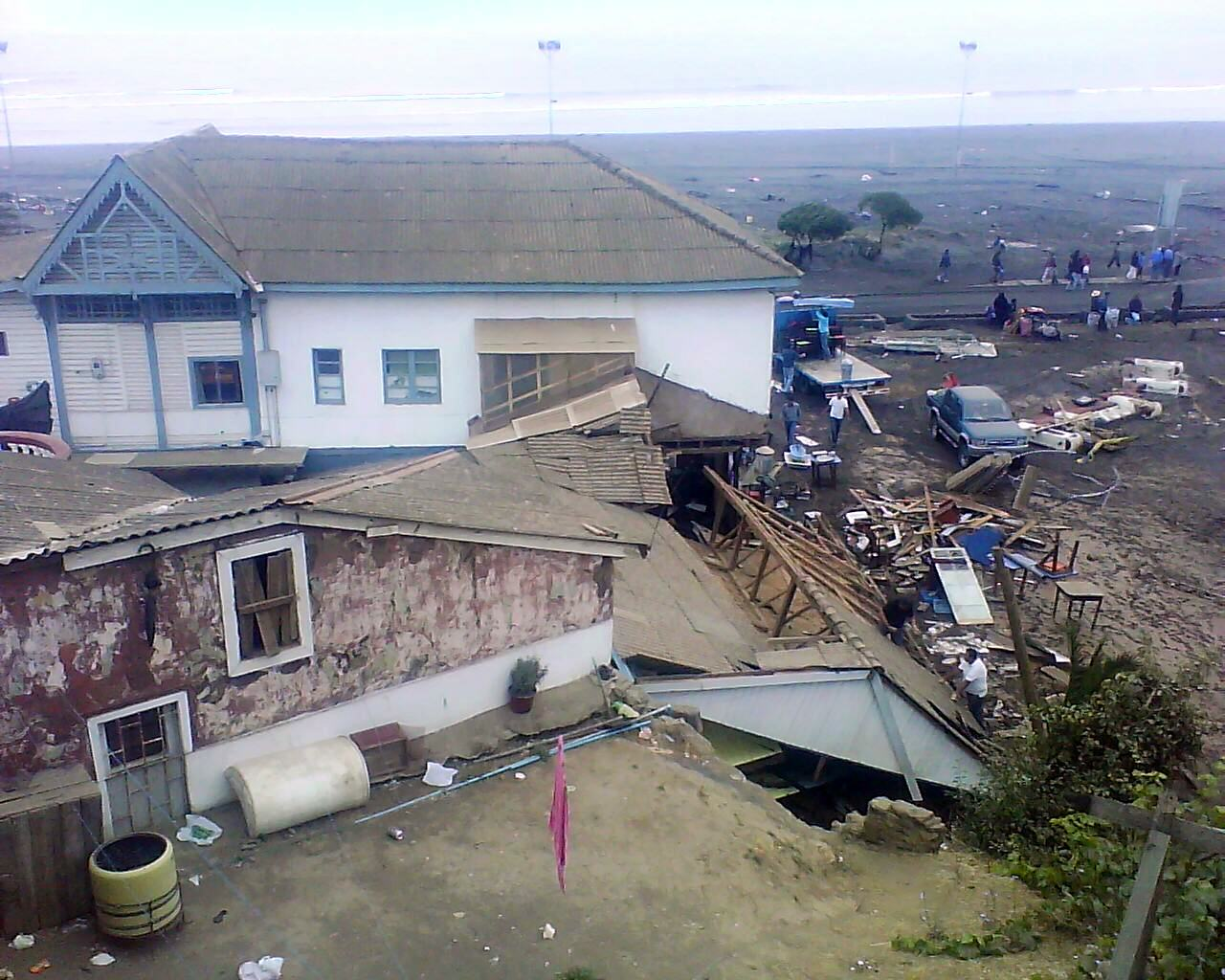
Daños por terremoto en Pichilemu.

Si una superestructura no está montada sobre un sistema de aislamiento de base, se debe evitar su desplazamiento sobre el basamento.

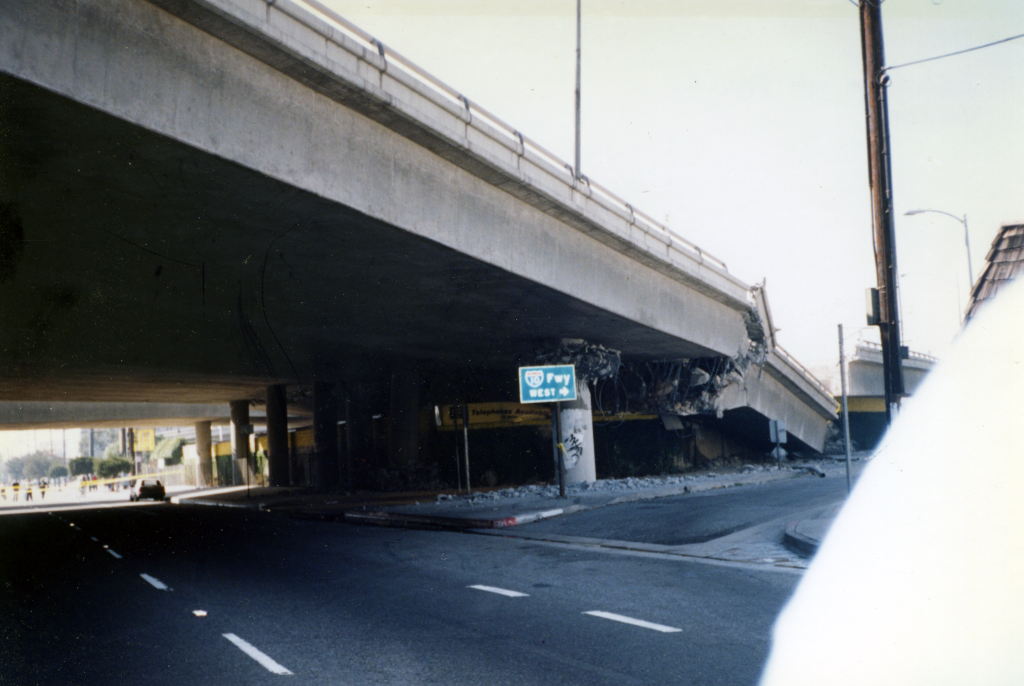
Un refuerzo insuficiente para esfuerzo cortante provocó que las barras de refuerzo principales se doblaran, Northridge.

La columna de hormigón armado reventó en el terremoto de Northridge debido al modo de refuerzo de cizallamiento insuficiente que permite que la armadura principal pandee hacia el exterior. El tablero se desencajó en la bisagra y falló a cortante. Como resultado, se derrumbó el paso inferior de la Autopista 10 entre La Ciénega y Venecia.

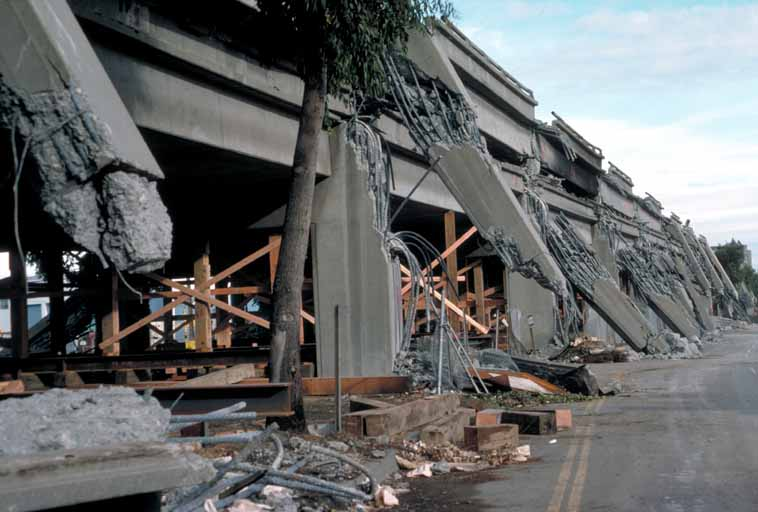
Fallo de las columnas de soporte y del tablero superior, terremoto de Loma Prieta.

Terremoto de Loma Prieta: vista lateral del fallo de las columnas de soporte de hormigón armado que provocó el colapso del tablero superior sobre el inferior del viaducto Cypress de dos niveles de la autopista interestatal 880, Oakland, CA.
Fallo del muro de contención en el terremoto de Loma Prieta en la zona de Santa Cruz Mountains: prominentes grietas extensionales con dirección noroeste de hasta 12 cm de ancho en el aliviadero de hormigón de la presa de Austria, el estribo norte.

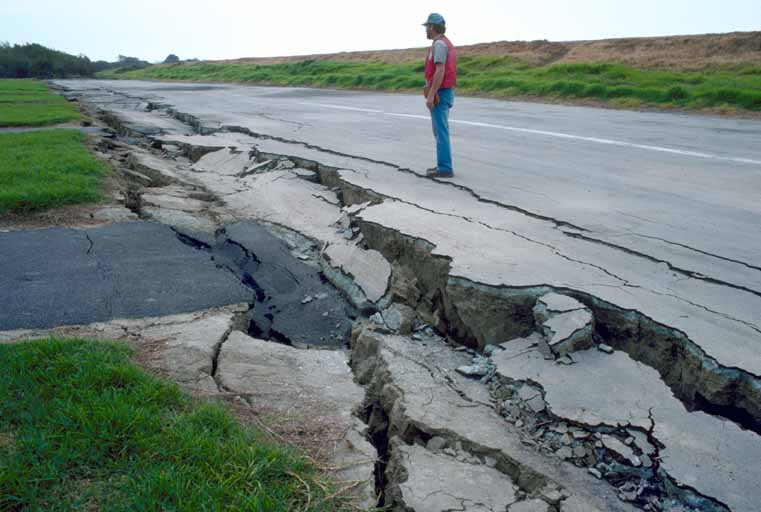
Propagación lateral modo de fallo del terreno, Loma Prieta.

Las sacudidas del terreno desencadenan la licuefacción del suelo en una capa subsuperficial de arena, produciendo un movimiento lateral y vertical diferencial en una capa suprayacente de arena y limo no licuados. Este modo de fallo del terreno, denominado propagación lateral, es una de las principales causas de los daños por terremotos relacionados con la licuefacción.

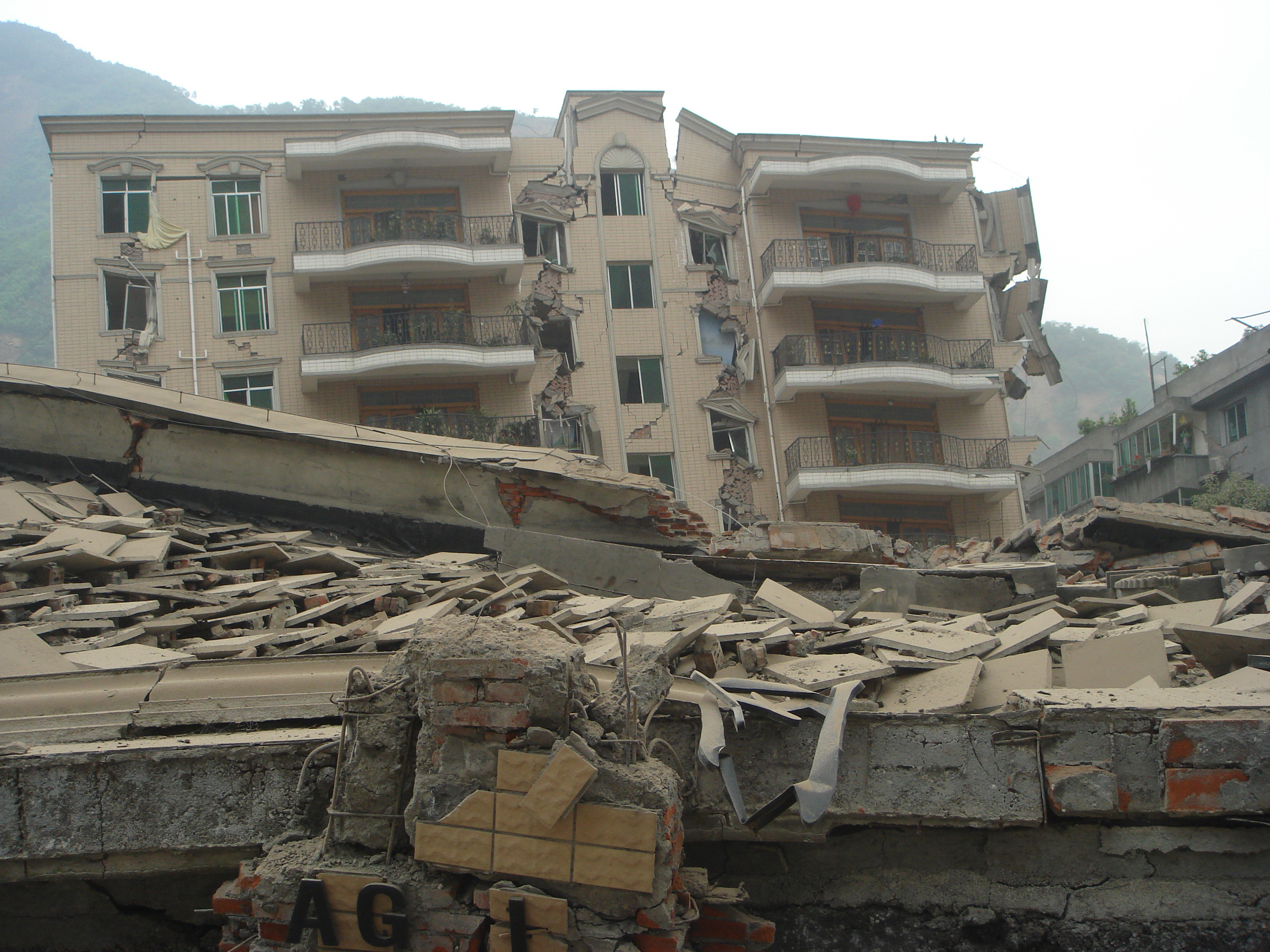
Fisuración diagonal de vigas y pilares, terremoto de Sichuan de 2008

Edificio del Banco de Desarrollo Agrícola de China gravemente dañado tras el terremoto de Sichuan de 2008: la mayoría de las vigas y columnas de los pilares están cizalladas. Las grandes grietas diagonales en la mampostería y el revestimiento se deben a las cargas en el plano, mientras que la abrupta asentamiento del extremo derecho del edificio debe atribuirse a un vertedero que puede ser peligroso incluso sin terremoto.

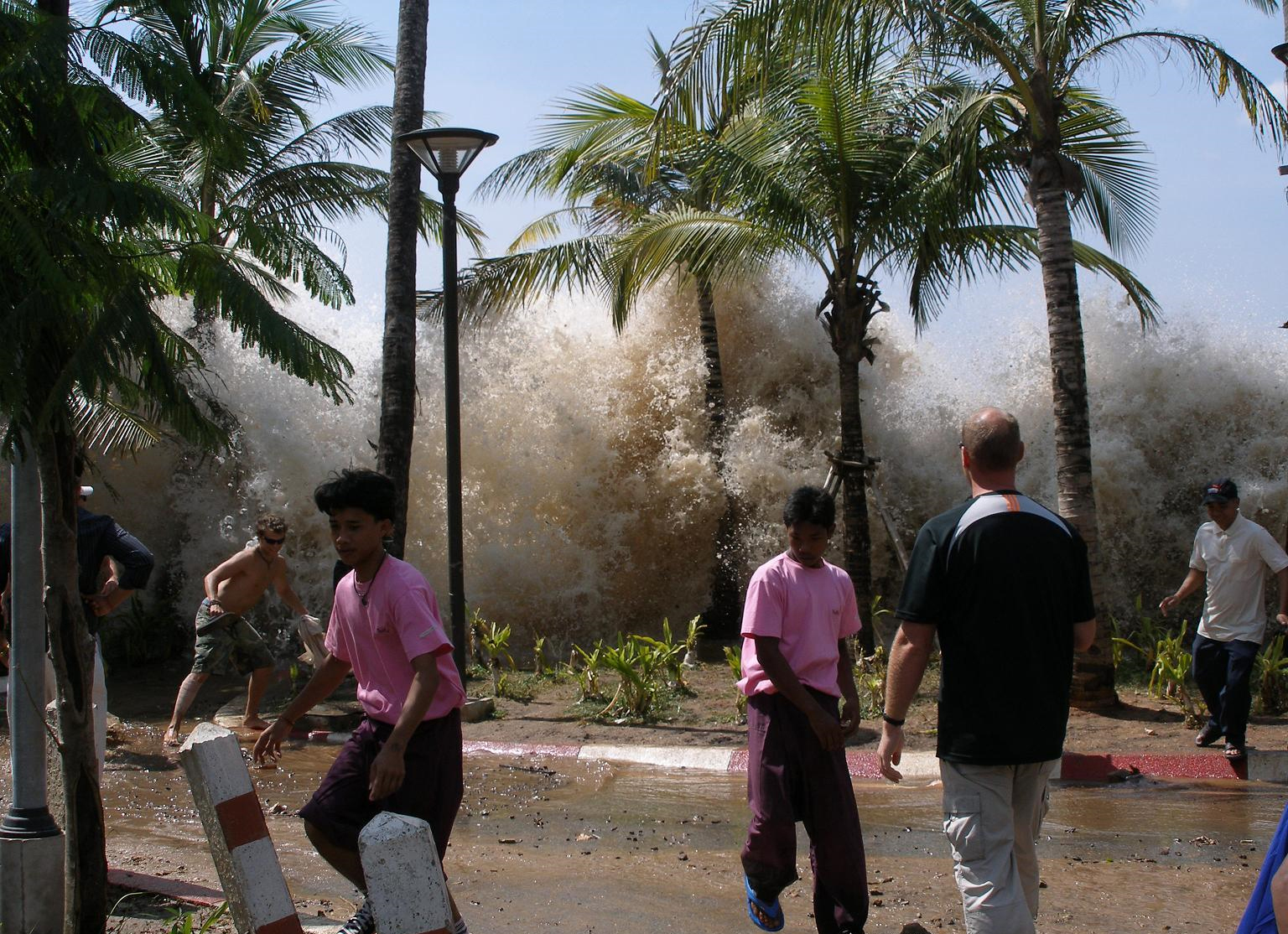
Tsunami golpea Ao Nang,

Doble impacto del tsunami: ola de mars hidráulicos presión e inundación. Así, el el terremoto del océano Índico del 26 de diciembre de 2004, con el epicentro frente a la costa occidental de Sumatra, Indonesia, desencadenó una serie de tsunamis devastadores que causaron la muerte de más de 230.000 personas en once países al inundar las comunidades costeras circundantes con enormes olas de hasta 30 metros (100 pies) de altura.

## Ingeniería sísmica en España
En España las zonas de mayor riesgo sísmico se encuentran en Andalucía Oriental, Murcia y Comunidad Valenciana, y en Canarias a causa de que son islas volcánicas. Para la construcción de edificios en estas regiones es de obligado cumplimiento la norma de construcción sismorresistente NCSE-02.